# Bantul
Bantul è una città nella provincia indonesiana di Yogyakarta, capoluogo della reggenza omonima. Fa parte della area urbana della grande Yogyakarta.